# The Canvas Kisser
The Canvas Kisser er en amerikansk stumfilm fra 1925 instrueret af Duke Worne.

## Medvirkende
- Ashton Dearholt som Jimmy O'Neil
- Ruth Dwyer som Ruth Harkness
- Garry O'Dell som Crock Wiggins
- Edward Cecil som Harkness